# トランプルド・アンダーフット
「トランプルド・アンダーフット」（Trampled Under Foot）は、イギリスのロックバンド、レッド・ツェッペリンの楽曲。1975年のアルバム『フィジカル・グラフィティ』収録。作詞・作曲はジミー・ペイジ、ロバート・プラントおよびジョン・ポール・ジョーンズ。プロデューサーはジミー・ペイジ。

## 解説
1974年、ハンプシャー州にあるヘッドリィ・グランジにロニー・レイン所有の移動スタジオを持ちこんで録音され、ロンドンのオリンピック・スタジオでオーバーダビングが施された。前作アルバム『聖なる館』（原題"Houses of Holy"）でも「クランジ」というファンク・ナンバーを発表しているが、ある種のジョーク・ナンバーであったそれとは異なり、この曲では真剣味のある本格的なファンクロックに仕上がっている。間奏ではペイジのギターではなくジョーンズがクラビネットでソロをとっている。
歌詞はロバート・ジョンソンの1936年のブルース・ナンバー「Terraplane Blues」が元となっている。両曲共に性的メタファーとして自動車関連の言葉を並べているが、これはブルース・ナンバーにしばしば見られる手法である。その他、スティーヴィー・ワンダーの「迷信」（"Superstition"）との類似性が指摘されている。
アメリカおよび数カ国でシングルカットされ、アメリカのビルボード・チャートでは38位を記録している。また、この曲の初期バージョンが「ブランデー＆コーク」のタイトルで、2015年リリースの『フィジカル・グラフィティ』最新リマスター版のコンパニオンディスク（デラックス・エディションおよびスーパー・デラックス・エディションに付属）に収録されている。

## コンサート・パフォーマンス
1975年の初演以来、ツェッペリンのコンサートでは定番曲となった。コンサートではスタジオ・バージョンよりもテンポが上げられ、またペイジの長尺のギターソロがフィーチュアされ、よりハードに演奏された。1980年7月7日のベルリンでの最後のコンサートでも披露されている。また、プラントが1988年のソロツアーで披露した他、2007年のO2アリーナでの再結成ライブでも演奏されている。公式ライブ作品では、2003年発表の『レッド・ツェッペリン DVD』に1975年のアールズ・コート公演での演奏が、2012年発表の『祭典の日 (奇跡のライヴ)』に、2007年の再結成ライブでの演奏がそれぞれ収録されている。